# Ella McCay
Ella McCay é um futuro filme americano de comédia escrito e dirigido por James L. Brooks. É estrelado por Emma Mackey como a personagem-título, com Woody Harrelson, Ayo Edebiri, Kumail Nanjiani, Rebecca Hall, Jamie Lee Curtis e Albert Brooks em papéis coadjuvantes.
Será lançado pela Walt Disney Studios Motion Pictures em 19 de setembro de 2025.

## Premissa
Uma jovem política tenta equilibrar o trabalho e a vida familiar enquanto assume como governadora de seu estado.

## Elenco
- Emma Mackey como Ella McCay
- Jamie Lee Curtis
- Woody Harrelson
- Ayo Edebiri
- Albert Brooks
- Kumail Nanjiani
- Spike Fearn
- Jack Lowden
- Erica McDermott
- Rebecca Hall

## Produção
Foi anunciado em novembro de 2023 que James L. Brooks estava pronto para dirigir seu primeiro filme em treze anos, com 20th Century Studios definido como distribuidor. Emma Mackey, Jamie Lee Curtis, Woody Harrelson, Ayo Edebiri, Albert Brooks, Kumail Nanjiani e Spike Fearn estrelariam. Em fevereiro de 2024, Jack Lowden e Rebecca Hall se juntaram ao elenco.
As filmagens começaram em 1 de fevereiro de 2024 em Rhode Island, com Brooks e o elenco aparecendo em uma coletiva de imprensa no Capitólio Estadual de Rhode Island para anunciar que a produção havia começado. Também foi filmado em Cleveland, Ohio. As filmagens foram anunciadas como concluídas em 3 de maio, mas em janeiro de 2025, mais cenas foram planejadas para serem filmadas em Rhode Island em março.